# Wody juwenilne
Wody juwenilne (łac. iuvenilis – młodzieńczy) – wody z wnętrza Ziemi, które (według obecnego stanu wiedzy) po raz pierwszy w swych dziejach geologicznych pojawiają się w skorupie ziemskiej.
Powstają podczas ostatniego etapu krzepnięcia magmy wewnątrz Ziemi, w wyniku skraplania wytrącanej z niej pary wodnej.
Para wodna w gorącej magmie skrapla się dopiero w temperaturze poniżej +374,6 °C tworząc roztwory hydrotermalne, czyli mocno zmineralizowane, gorące wody, które krążą systemem spękań skalnych. Woda ta w trakcie aktywności wulkanicznej uwalniana jest do atmosfery lub hydrosfery, tworząc wody juwenilne.
Obecnie spotyka się te wody w głębokich rozpadlinach skorupy ziemskiej w obszarach, gdzie istnieje działalność tektoniczna, a również w przestrzeniach działalności wulkanów.
Czasami wydostają się na powierzchnię litosfery w postaci gorących źródeł. Obecnie, dzięki pomocy nowoczesnej techniki, używane są także przez ludzi.